# Armadilloniscus cecconii
Armadilloniscus cecconii là một loài chân đều trong họ Detonidae. Loài này được Dollfus miêu tả khoa học năm 1905.